# 伍合大石墓
伍合大石墓位於四川省涼山州喜德縣冕山鎮，文物遺址年代判定為戰國-西漢。2002年12月27日公佈為四川省第六批省級文物保護單位。併入王所大石墓群，並更名為涼山大石墓群。2006年5月25日列為第六批全國重點文物保護單位。